# Аладжакая
Аладжакая (тур. Alacakaya) — город и район в провинции Элязыг на востоке Турции.